# Marta de Souza Sobral
Marta de Souza Sobral -conocida como Marta- (São Paulo, 23 de marzo de 1964) es una ex-jugadora brasileña de baloncesto que ocupaba la posición de pívot. Además, en el año 2013, asumió la dirección de la secretaría de deportes de Santo André.
Fue parte de la Selección femenina de baloncesto de Brasil con la que alcanzó la medalla de plata en los Juegos Olímpicos de Atlanta 1996 y la de bronce en los Juegos Olímpicos de Sídney 2000. En el ámbito no olímpico, junto al seleccionado brasileño ganó la medalla de bronce en los Juegos Panamericanos de 1983 en Caracas, la medalla de bronce en los Juegos Panamericanos de 1987 en Indianápolis y la medalla de oro en los Juegos Panamericanos de 1991 en La Habana.
Además, fue partícipe de los triunfos en el Campeonato Sudamericano Femenino de Básquetbol de 1986 y 1995 en Brasil, de 1991 y 1993 en Colombia, de 1989 en Chile y de 1981 en Perú.